# Episcada sidonia
Episcada sidonia är en fjärilsart som beskrevs av Richard Haensch 1905. Episcada sidonia ingår i släktet Episcada och familjen praktfjärilar. Inga underarter finns listade i Catalogue of Life.